# Inter Islands Airlines
Inter Islands Airlines era una compagnia aerea capoverdiana con sede e hub principale allora situati all'Aeroporto Internazionale Amílcar Cabral di Espargos. Operativa tra il 2002 e il 2009, effettuava voli passeggeri di linea collegando tra loro le isole di Capo Verde. Svolgeva anche operazioni cargo.

## Flotta
Nel corso degli anni, Inter Islands Airlines ha operato un solo Embraer EMB 120 in Leasing.